# Adolf von Lossow
Adolf August von Lossow (* 27. April 1840 in Hof (Saale); † 20. Februar 1927 in Füssen) war ein bayerischer Generalmajor.

## Leben

### Herkunft
Adolf entstammte dem 1. Ast der III. Linie des Adelsgeschlecht von Lossow. Er war das fünfte von acht Kindern des Kaufmanns Karl von Lossow (1796–1861) und dessen Ehefrau Kamilla, geborene Hagen (1809–1882). Der bayerische Generalmajor Louis von Lossow (1837–1923) war sein älterer Bruder und der deutsche Generalleutnant Otto von Lossow (1868–1938) sein Neffe.

### Militärkarriere
Lossow besuchte die Polytechnische Schule und trat 1859 als Freiwillig-Gemeiner in das 11. Infanterie-Regiment „Ysenburg“ der Bayerischen Armee ein. Anfang November 1861 avancierte er zum Junker im 8. Infanterie-Regiment „vacant Seckendorff“ und rückte Ende August des Folgejahres zum Unterleutnant auf. Ab Ende Mai 1866 wirkte Lossow als Bataillonsadjutant und wurde am 5. Juli 1866 zum Oberleutnant befördert. Im folgenden Krieg gegen Preußen nahm er an den Kämpfen bei Kissingen und Helmstadt teil.
Ende Februar 1867 von seiner Stellung als Bataillonsadjutant enthoben, war Lossow Lehrer an der Kriegsschule in München und absolvierte ab Oktober 1868 zur weiteren Ausbildung die dortige Kriegsakademie. Dieses Kommando musste er aufgrund des Krieges gegen Frankreich unterbrechen und diente als Adjutant der General-Etappen-Inspektion.
Ausgezeichnet mit dem Ritterkreuz II. Klasse des Militärverdienstordens und dem Eisernen Kreuz II. Klasse kehrte Lossow nach dem Friedensschluss an die Kriegsakademie zurück. Mit der Begutachtung für den Generalstab, die Höhere Adjutantur und das Lehrfach schloss er 1873 seine Studien ab und wurde anschließend in den Generalstab kommandiert. Dort erfolgte Ende April 1875 seine Beförderung zum Hauptmann und Ende Juni 1876 die Kommandierung zum Generalkommando des II. Armee-Korps. Zwecks Führung einer Kompanie war er von Ende März 1878 bis Anfang November 1879 zum 13. Infanterie-Regiment „Kaiser Franz Joseph von Österreich“ kommandiert. Anschließend wurde er in den etatmäßigen Stand des Generalstabes der Armee versetzt und am 12. November 1881 zum Major befördert. Für die Dauer von eineinhalb Jahren war Lossow ab 1. Oktober 1882 zum Großen Generalstab der Preußischen Armee in Berlin kommandiert. Nach Beendigung dieser Tätigkeit, für die er die Erlaubnis zur Annahme des Kronen-Ordens III. Klasse erhielt, kehrte er nach München zurück und wurde dem Generalstab der 1. Division zugeteilt. Zugleich war Lossow von Anfang November 1884 bis Mitte April 1885 als ständiges Mitglied der Oberstudien- und Examinations-Kommission kommandiert und wurde dann dem Generalkommando des I. Armee-Korps zugeteilt. Mit der Ernennung zum Kommandeur des 1. Jäger-Bataillons trat er am 17. November 1886 in den Truppendienst zurück und stieg zum Oberstleutnant auf. Am 15. Februar 1889 erfolgte seine Ernennung zum Kommandeur des 4. Infanterie-Regiments „König Karl von Württemberg“ und am 8. März 1889 die Beförderung zum Oberst. Für das ihm von seinem Regimentsinhaber verliehenen Kommenturkreuz II. Klasse des Friedrichs-Ordens und für das Kommentur des Ordens der Württembergischen Krone erhielt Lossow 1889 und 1891 die Erlaubnis zur Annahme.
Unter Stellung à la suite seines Regiments wurde er am 7. Mai 1893 zum Kommandeur der 7. Infanterie-Brigade in Würzburg ernannt, rückte am 12. Juni zum Generalmajor auf und erhielt Anfang August 1893 die Erlaubnis zur Annahme des Roten Adlerordens II. Klasse. In Genehmigung seines Abschiedsgesuches wurde Lossow unter Verleihung des Großkomturkreuzes des Militärverdienstordens am 13. Oktober 1896 mit Pension zur Disposition gestellt.

### Familie
Lossow hatte sich am 11. Mai 1870 in Passau mit Fanny Schmerold (1847–1919) verheiratet. Aus Ehe gingen die Töchter Gunta (* 1876) und Elly (* 1879) hervor.